# Zęby

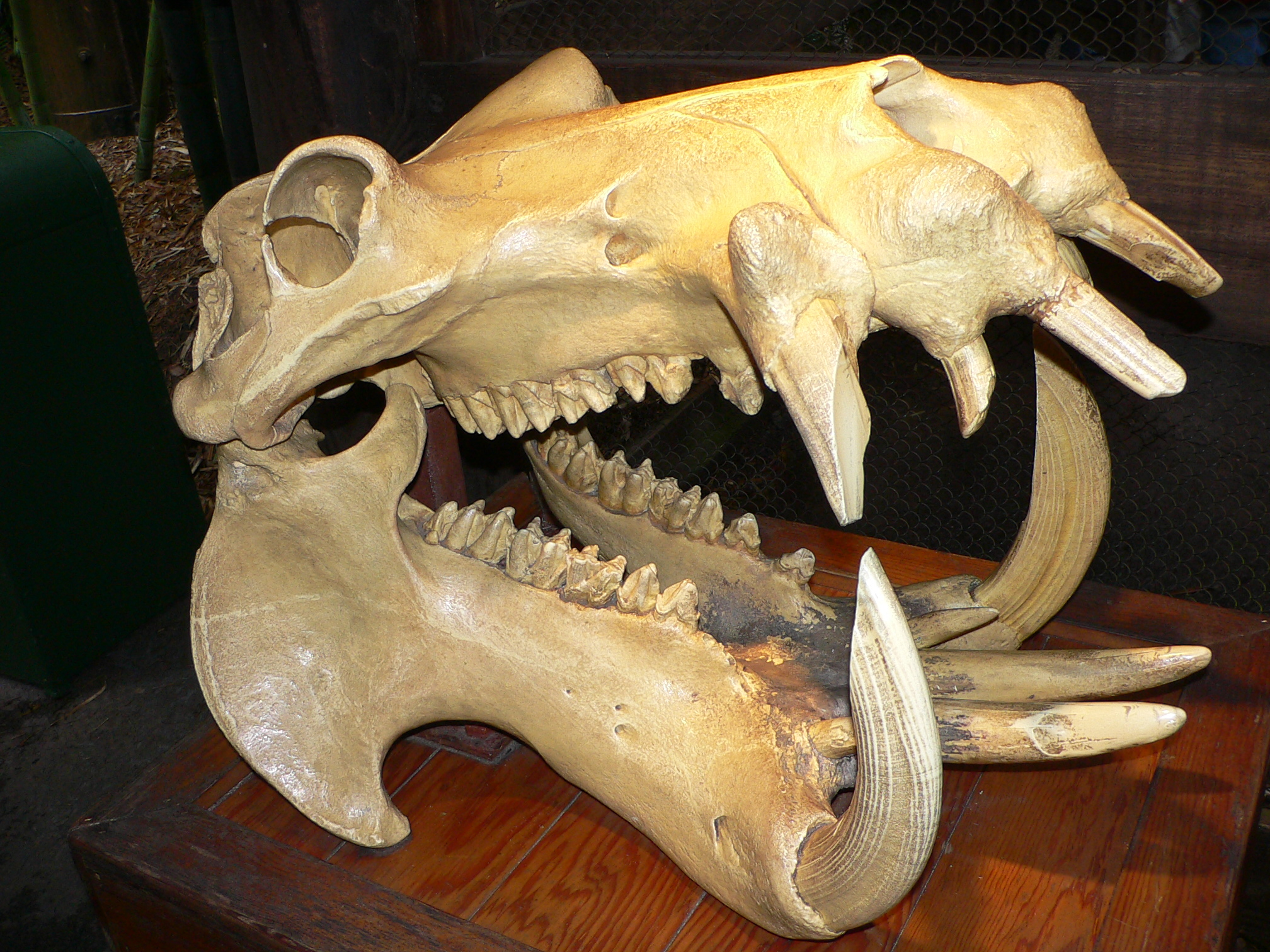
Czaszka hipopotama z widocznym uzębieniem

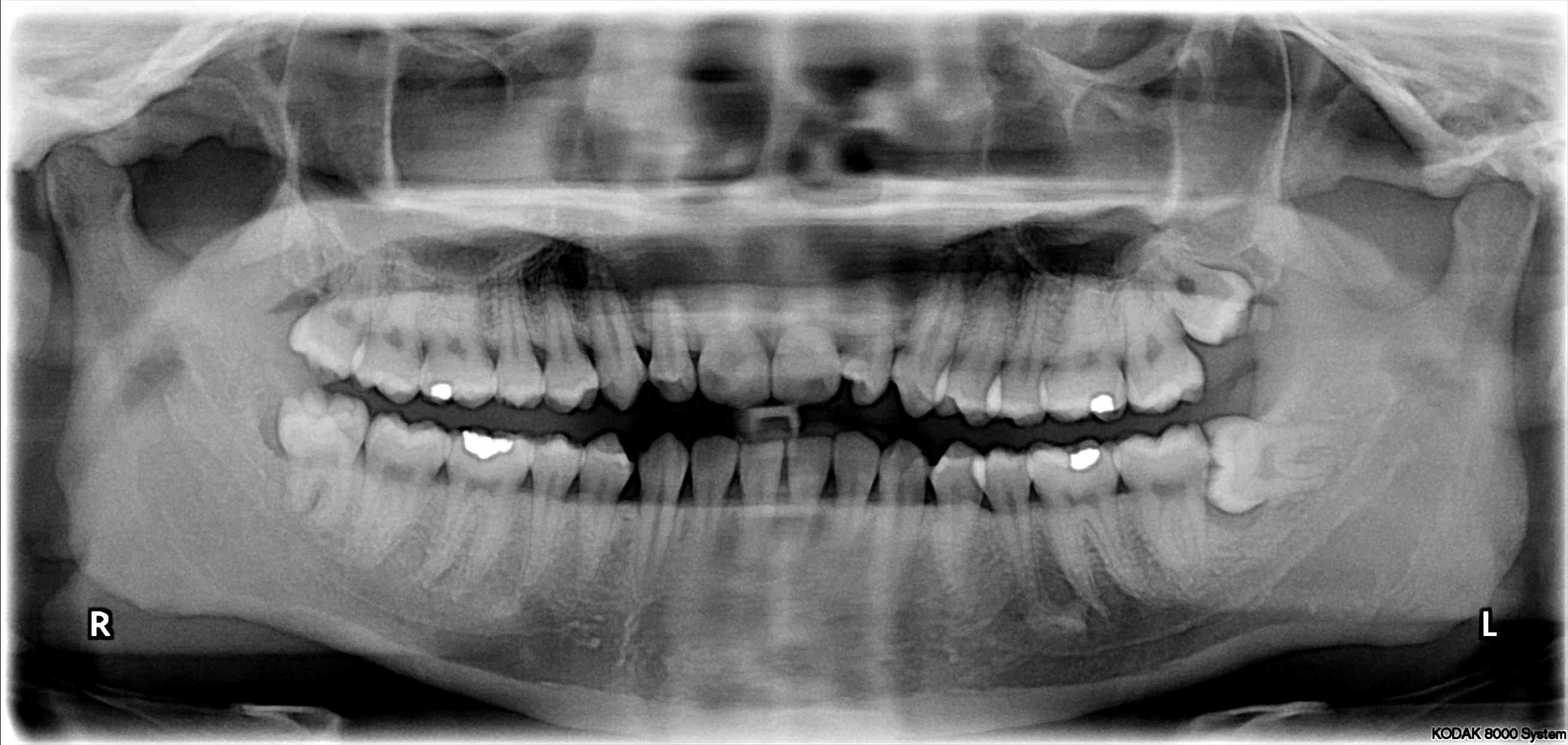
ludzkie zęby

Zęby (łac. dentes) – złożone, twarde narządy występujące u większości kręgowców, z wyjątkiem współczesnych ptaków, żółwi, ropuch oraz niektórych ssaków. Stanowią element układu trawienia. Znajdują się w jamie ustnej. Służą do chwytania i zabijania ofiary oraz rozdrabniania pożywienia, a ponadto u wielu gatunków zwierząt również do obrony, przenoszenia młodych, czyszczenia futra (usuwania pasożytów skórnych). Zęby są zróżnicowane pod względem budowy, kształtu, liczby oraz pełnionych funkcji. Nauka zajmująca się budową, rozwojem, fizjologią i patologią zębów to odontologia. Odontogeneza jest procesem rozwoju zębów. Zespół wszystkich zębów występujących u jednego osobnika nazywany jest uzębieniem.

## Ryby
Pierwsze struktury zbliżone do zębów służyły rybom jako narządy zmysłów. Kręgouste mają zęby rogowe. U ryb chrzęstnoszkieletowych pochodzą od łusek plakoidalnych. Roślinożerne nie posiadają zębów. Drapieżne mają zęby na szczękach i na podniebieniu w postaci ostrych, stożkowych, o piłowatych krawędziach, pochylonych doogonowo tworów. Niekiedy połączone są z kością więzadłami. Mogą występować w postaci płaskich płytek jeśli ryba żywi się skorupiakami lub mięczakami. U karpiokształtnych występują zęby gardłowe. Jedynym rodzajem ryb, u których wykształciły się zęby jadowe jest Meiacanthus. U dwudysznych zrastają się w płyty. Polifiodontyzm występuje powszechnie.

## Płazy
Rogowe ząbki występujące u kijanek otaczają otwór gębowy. Służą do ścierania pokarmu roślinnego. U dorosłych zęby w postaci niewielkich, stożkowatych wyrostków przyrośnięte do kości szczękowych i międzyszczękowych oraz na podniebieniu do kości lemieszowych. Na żuchwie płazów brak zębów. Ropuchy wcale nie posiadają zębów. Polifiodontyzm występuje powszechnie.

## Gady
Ostre, liczne, stożkowate, homodontyczne, polifiodontyczne. Mogą być osadzone na wszystkie trzy sposoby: akrodontyzm, pleurodontyzm, tekodontyzm (u krokodyli). Żółwie zamiast zębów mają listwy rogowe na szczęce i żuchwie. U węży wykształciły się specyficzne zęby jadowe. 

## Ptaki
Współczesne ptaki nie mają zębów. Do rozdrabniania pokarmu służy im dziób.

## Ssaki
Po raz pierwszy ewolucyjnie polifiodontyzm (który wyjątkowo obserwujemy u manatów i częściowo u mamutów) zostaje zastąpiony przez difiodontyzm lub rzadziej występujący monofiodontyzm (u zębowców). Tekodontyzm jest powszechny. Zwykle występuje heterodontyzm (poza szczerbakami i waleniami). Zęby niektórych gatunków ulegają znacznym przekształceniom:
- u drapieżnych – łamacze[2]
- u słoni – ciosy
- u narwala – pojedynczy cios (siekacz) dorastający do 2 m występuje u samców[2]
- u dzika – szable (żuchwa) i fajki (szczęka)
- u morsa – kły znacznych rozmiarów

Niektóre ssaki nie mają zębów. Należą tu: stekowce, mrówkojady oraz fiszbinowce.
Rozmieszczenie i stosunki ilościowe zębów w uzębieniu są cechą danego taksonu. Do jej zapisu używa się tzw. wzoru zębowego.

### Budowa

#### Histologia
Ząb ssaków zbudowany jest z kolejnych warstw tkanek:
- szkliwa
- zębiny
- miazgi – wypełniającej jamę zęba (cavum dentis)
- cementu

Mocowanie zębów w zębodole odbywa się przy udziale ozębnej korzenia i okostnej wyrostka zębodołowego.

#### Anatomia
Zęby ssaków zbudowane są z 3 części:
- korona zęba (corona dentis)
- szyjka zęba (cervix dentis, collum) – pokryta dziąsłem
- korzeń zęba (radix dentis) – tkwi w zębodole, często złożony z kilku pojedynczych korzeni, między którymi znajduje się rozwidlenie zwane bi- lub trifurkacją

W zoologii wyróżnia powierzchnie korony:
- powierzchnię przedsionkową (facies vestibularis)
- powierzchnię językową (facies lingualis)
- powierzchnię styczną (facies contactus)
- powierzchnię zwarcia (facies occlusalis)

Zęby ssaków dzielone są na dwie grupy ze względu na tempo wzrostu i zasięg szkliwa:
- brachydontyczne o ograniczonym procesie wzrostu i krótkokoronowe szkliwo pokrywa tylko koronę
- hypselodontyczne stale rosnące i długokoronowe; szkliwo pokrywa tylko koronę i korzeń (między zębiną i cementem)

Inny jest podział ze względu na budowę szkliwa i zasięg cementu:
- zęby szkliwofałdowe – szkliwo pofałdowane i wtopione w strukturę zęba; u roślinożernych; cement pokrywa cały ząb (nad szkliwem)
- zęby szkliwoguzkowe – u mięsożernych i wszystkożernych; cement pokrywa korzeń i szyjkę.

ze względu na ustawione względem siebie zębów łuku górnego i dolnego wyróżnia się;
- izognatyzm (równoszczękowość) – odpowiadające sobie zęby stykają się powierzchnią zwarcia
- anizognatyzm (nierównoszczękowość) – odpowiadające sobie zęby stykają się powierzchnią zwarcia nieznacznie lub wcale.

### Zęby konia
Dla ogiera wzór zębowy wygląda następująco:

Rejestry na szkliwie siekaczy pozwalają ocenić wiek. Kły u klaczy nie występują (lub są szczątkowe). Ząb przedtrzonowy pierwszy przyjmuje postać zęba wilczego (dens lupinus) (mały, klinowaty, wcześnie wypada). Zęby koni maja swoje nazwy, i tak:
- Cęgi – pierwsze siekacze
- Średniaki – drugie siekacze
- Okrajki – trzecie siekacze

Wzór zębów mlecznych przedstawia się następująco:
- {\displaystyle {\tfrac {313}{313}}}

### Zęby ludzkie
Dokładny opis zębów człowieka przedstawiono w odrębnym artykule.